# Osiedle Wojciecha Kossaka
Osiedle Wojciecha Kossaka – osiedle Stargardu, położone w północnej części miasta, przy linii kolejowej do Szczecina. Nazwa niestandaryzowana części miasta.
Przez osiedle przebiega Szlak Anny Jagiellonki. Ponadto Os. Kossaka leży między liniami kolejowymi linią kolejową Stargard Szczeciński Wąskotorowy – Łobez Wąskotorowy oraz linią kolejową nr 351 (Poznań Główny – Szczecin Główny).
W 1961 dnia 1 lipca jako jedno z pierwszych osiedli w Stargardzie uzyskało połączenie autobusowe obsługiwane przez nowo utworzony wówczas Miejski Zakład Komunikacji – powstała linia autobusowa nr 3, która kursowała w relacji Os. Kossaka – Święte oraz Os. Kossaka – ul. Jesionowa.
Główne ulice:
- Wojciecha Kossaka
- Jacka Malczewskiego
- Józefa Chełmońskiego
- Jana Matejki
- Podmiejska
- Podleśna
- Artura Grottgera
- Sybiraków
- Olgi Boznańskiej
- Tadeusza Makowskiego